# Linia kolejowa Rövershagen – Graal-Müritz
Linia kolejowa Rövershagen – Graal-Müritz – normalnotorowa lokalna i jednotorowa linia kolejowa w kraju związkowym Meklemburgia-Pomorze Przednie, w północno-wschodnich Niemczech. Biegnie z Rövershagen na wschód od hanzeatyckiego miasta Rostock do Graal-Müritz nad Morzem Bałtyckim. Nazwa Mecklenburgische Bäderbahn pierwotnie oznaczała spółkę operacyjną Mecklenburgische Bäderbahn AG i została później wykorzystana częściowo jako nazwa linii.